# Carvão (filme)
Carvão (em inglês: Charcoal) é um longa-metragem dramático argentino-brasileiro lançado em 2022 dirigido e escrito por Carolina Markowicz.
Foi um dos pré-selecionados como um dos representantes do Brasil para o Oscar de melhor filme internacional.

## Sinopse
No interior de São Paulo, uma família camponesa luta para cuidar de seu patriarca doente; um dia, porém, um traficante argentino chega com uma oferta de dar-lhes uma quantia substancial de dinheiro, com a condição de permitir que ele mate o velho e tome seu lugar como parte de seus esforços para se esconder do processo criminal.

## Elenco
- César Bordón - Miguel
- Rômulo Braga - Jairo
- Jean de Almeida Costa - Jean
- Maeve Jinkings - Irene
- Camila Márdila - Luciana
- Aline Marta Maia - Juracy
- Pedro Wagner

## Lançamento
O filme estreou no programa Platform Prize no Festival Internacional de Cinema de Toronto em 11 de setembro de 2022. Também foi anunciado como parte do programa Latin Horizons na 79ª edição do Festival Internacional de Cinema de San Sebastián.

## Recepção
Para a Folha de S.Paulo, Inácio Araujo escreve que "Carvão observa um mundo de hipocrisia numa habitação rural, em um pequeno município, onde a vida, longe de idílica, é pautada por certa monotonia, por valores aparentemente sólidos" e destaca a "destruição moral" que direciona a narrativa; no entanto, aponta "uma ponta que fica solta no filme [...] o lado gay da história, que entra ali a fórceps, sem outro motivo aparente que não o de demonstrar que mesmo o mais profundo interior não tem nada da inocência mazzaropiana" e compara-o ao filme Mes petites amoureuses (1974), de Jean Eustache. Para o mesmo jornal, Leonardo Sanchez avalia-o como "um relato ácido que tenta encapsular toda a perseguição conservadora que vem acontecendo contra a população LGBTQIA+ no Brasil".
Em sua coluna no Splash UOL, Flávia Guerra afirma que o filme "traz nas suas entrelinhas o humor necessário para lidar com tantas situações absurdas que só quem vive no Brasil entende" e acrescenta que "o moralismo, a hipocrisia, a luta para sobreviver em um cenário duro e pobre ganham ares de comédia do absurdo com um quê que beira o sombrio em uma trama que envolve assassinato, ocultação de cadáveres e crime organizado". O cineasta Eduardo Escorel, para a Piauí, escreve que "além da potência do roteiro, a fatura de Carvão tem múltiplas virtudes que incluem desde as magníficas locações bucólicas à ambientação criada pela direção de arte e todo o elenco, com destaque para Maeve Jinkings".